# Собор Святої Євхаристії (Нью-Вестмінстер)
Собор Святої Євхаристії, також Катедра Пресвятої Евхаристії. Саме цю назву має культовий будинок, пов'язаний з католицькою церквою в Нью-Вестмінстері, Британської Колумбії.
Храм — це церква-мати Української католицької єпархії Нью-Вестмінстера (лат. Епархія Neo-Vestmonasteriensis Ucrainorum; укр. Українська Католицька Єпархія Нью-Вестмінстера); створено 1974 року буллою «Cum teritorii» Папи Павла VI.
Це один із двох католицьких соборів у районі Ванкувера, другий — Священний Розарій, який слідує римському або латинському обряду Католицької Церкви. У 2018 році собор отримав 2 частини волосся матері Терези з Калькутти.
Її нинішнім адміністратором є єпископ Кеннет Новаківський.